# The Life List
The Life List (Mi lista de deseos en Hispanoamérica y España) es una película de comedia romántica dramática estadounidense de 2025, escrita y dirigida por Adam Brooks. Está protagonizada por Sofia Carson y Kyle Allen.
El proyecto es una adaptación de la novela homónima de Lori Nelson Spielman.

## Sinopsis
Alex revisita sus aspiraciones de la infancia, esforzándose por alcanzar sus antiguas metas, solo para descubrir que perseguir sus sueños de toda la vida la lleva a un viaje imprevisto y sorprendente.

## Reparto
- Connie Britton como Elizabeth
- Sofia Carson como Alex Rose
- Kyle Allen como Brad
- Chelsea Frei como Megan
- Jordi Mollà como Johnny
- Marianne Rendón como Zoe
- Sebastian de Souza como Garrett
- Ben Warheit como Jackson
- José Zúñiga como Samuel

## Producción
La película está dirigida por Adam Brooks, quien también adaptó la novela homónima de Lori Nelson Spielman. Está producida por Liza Chasin para 3dot Productions y Netflix.
La fotografía principal se llevó a cabo en Nyack, Nueva York.

## Estreno
Está previsto que The Life List se estrene en Netflix el 28 de marzo de 2025.